# Александър Въчков
Александър Петров Въчков е български художник, илюстратор, историк, специалист по българските военни униформи, доктор по изкуствознание от 2004 г. Илюстрира издания, посветени на българската история и на комикси. Участва в научни конференции, тематични мероприятия и телевизионни предавания с научнопопулярен и патриотичен характер.

## Биография
Александър Въчков е роден на 30 юли 1968 г. в София. Детските си години прекарва във Видино, откъдето е майка му. Тогавашната градска среда е източник на интереса му към архитектурата. Бащата на майка му е племенник на Райна Княгиня, а един от чичовците му е бил четник при Христо Ботев.
Когато е едва на 13 години, вестник „Знаме на мира“ отпечатва първия му комикс. Колекцията му от комикси наброява близо 15 000 издания.
2017 г. Военен канал излъчва документален филм за Александър Въчков.
Александър Въчков е член-учредител на клуб „Един завет“.

## Образование
Завършва средно образование в Техникум по дървообработване и вътрешна архитектура – София. Завършва специалност „История“ в Софийския университет „Св. Климент Охридски“, а по-късно и Националната художествена академия, специалност „Резба“, където през 1998 г. защитава докторската си дисертация на тема „Българските военни униформи 1877 – 1945 г.“. Александър Въчков е доктор по изкуствознание.

## Падагогика
Води лекции в Националната художествена академия по история на костюма. Преподава и в различни комикс работилници с деца на различна възраст. Участва като илюстратор в изготвянето на „Тетрадка по история и цивилизации за V клас“, Булвест 2000, 2016 г.

## Творчески изяви
Като специалист в областта е консултант на филмови и визуални продукции на историческа тематика (за костюми, военни униформи). Участва в създаването на „Последния господар на Балканите“ (Франция, Гърция, България), „Турски гамбит“ (Русия, 2015 г.), „Врагове“ (България), на сериалите „Дървото на живота“ (II сезон), „Границата“ и др. Консултант е на редица музеи в страната. Негово дело е идейният проект и интериорното решение на музея „Царевград Търнов“ в гр. Велико Търново.
Куратор е на изложби в България – „Повторното начало“ (София, 2011), „Ретроспекция на модерния комикс във Варна“ (Варна, 2012), „Първа национална изложба на комикса“ (София, 2013), „Комикс експо“ (София, 2014) и др. Участник е в изложби с лично творчество. Автор е на публикации на тема комикси в българския и чуждестранен периодичен печат. Създава възстановки за исторически картини (на Васил Горанов и др. художници).

## Творчество
Александър Въчков издава книги в областта на военните униформи, изследва и популяризира историята на войните, които води България след Освобождението си от османско владичество. Участва като илюстратор и оформител в създаването на няколко многотомни илюстрирани детски енциклопедии с над 200 000 тираж.
Александър Въчков е автор/съавтор на книгите:
- 2024 г. – „България в Първата световна война - 1914 - 1918“
- 2022 г. – „Разказите на стария дъб: Приказки за българските владетели“ (съавтор)
- 2021 г. – „Последният рицар на България“ (съавтор с Михаил Кунчев)
- 2018 г. – „Исторически романтизъм: (Албум)“ (съавтор)
- 2017 г. – „Спомен за Владо: 50 години от рождението на художника Владимир Димитров (1967 – 2013)“ (съавтор)
- 2017 г. – „Васил Горанов : Исторически романтизъм“ (съавтор)
- 2013 г. – „Балканската война 1912-1913. Илюстрована хроника“
- 2012 г. – „Бележити българи“, илюстрована енциклопедия в 10 тома (съавтор)
- 2010 г. – „Български военни униформи 1879 – 1945“
- 2007 г. – „Великите битки и борби на българите през османското робство“, илюстрована енциклопедия, в която Въчков е художествен редактор и един от илюстраторите
- 2006 г. – „Великите битки и борби на българите през Средновековието“, илюстрована енциклопедия, в която Въчков е художествен редактор и един от илюстраторите
- 2005 и 2013 г. – „Балканската война 1912 – 1913 г.“, илюстрована хроника
- 2003 г. – „Униформи и отличителни знаци на шефските части в българската войска (1879 -1920)“
- 2003 г. – „Съвременна българска енциклопедия А-Я“ (съавтор)
- 2001 г. – „Огнестрелно оръжие от Освободителната война 1877 – 1878 г.“ (съавтор)
- 2001 г. – „Въздушните на Негово Величество войски 1935 – 1945 г.“ в две части (съавтор)
- 2000 г. – „Сръбско-българската война – 1885“, илюстрована хроника
- 2000 г. – „Войните за обединение на България“ в 4 книги
- 1997 г. – „Униформите на българското опълчение“
- 1997 г. – „Униформите на българската Земска войска“
- 1996 г. – „Българските военни униформи. Балканска война 1912 – 1913 г.“

Сред комиксите, които рисува, са:
- 2018 г. – комикс книга „Инспектор Стрезов се завръща“
- 2015 г. – „Заветът на кан Кубрат“ с текст и рисунки от Александър Въчков. Историческата серия комикси е отпечатана с дарителска кампания в 120 000 тираж и в две последователни години учениците от трети и четвърти клас в България го получават като подарък.[12]
- „Боян, пазителят“ в списание „Българи“[13]
- „Вековници“ – сборник с комикси с митологична и историческа тематика, за които е автор, редактор и организатор

„Последният рицар на България“, детска книжка, посветена на Цар Борис III, от Михаил Кунчев
- от 2015 г. – инспектор Стрезов в списание „Осем“

Пощенски марки, издадени от Български пощи (непълен списък):
- 2018 г. – „140 години от създаването на Българската армия“[14]
- 2017 г. – „100 години от битката при Дойран“[15]
- 1996 г. – серия „Български военни униформи“ от 6 марки[16]